# Étang de Caronte

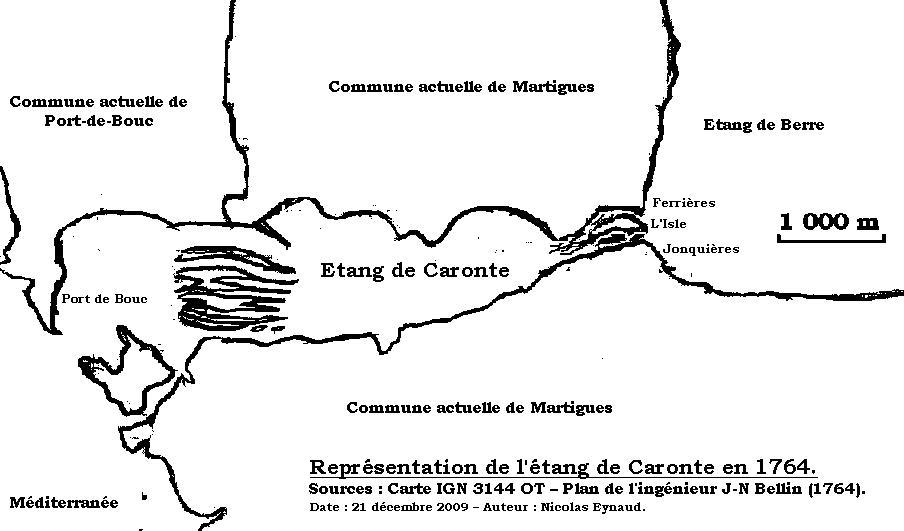
Etang de Caronte en 1764.

L’étang de Caronte est un ancien étang des Bouches-du-Rhône reliant la mer Méditerranée à l'étang de Berre et Martigues à Port-de-Bouc. Il s'est formé il y a environ 8 000 ans. À la confluence des courants limoneux de l'étang de Berre et des eaux marines, il semble avoir présenté un site très favorable à la formation d'un important bouchon vaseux. Ces dépôts de vase semblent avoir largement comblé l'étang au cours de la période historique. Il semble que l'étang ait cependant subi plusieurs cycles de remblaiement ou de creusement selon les activités humaines du moment.
L'actuel canal de Caronte est creusé sur cet ancien étang.